# Železniška barža
Železniška barža (ang. railroad car float ali rail barge) je vodno plovilo, ki se uporablja za prevoz železniških vagonov in lokomotiv. V bistvu gre za podobna plovila kot so železniški trajekti, le da železniška barža nima pogona in ni namenjena uporabi na odprtih morjih. Barže, z izjemo motornih barž, po navadi vleče ladijski vlačilec. 